# MBC 뉴스투데이 목포·전남
《MBC 뉴스투데이 목포·전남》은 목포MBC TV에서 매주 평일 오전 7시 20분에 방송 중인 전남 지역 아침 종합 뉴스 프로그램이다.

## 개요
목포MBC 뉴스투데이로 읽는다.

## 앵커
| 대수 | 진행자          | 진행 기간                         | 비고  |
| ---- | --------------- | --------------------------------- | ----- |
| 1대  | 이지연 아나운서 | 일자 미상 ~ 2022년 3월 4일        |       |
| 2대  | 정지원 아나운서 | 2022년 3월 7일 ~ 2022년 4월 29일  |       |
| 3대  | 최다훈 아나운서 | 2022년 5월 2일 ~ 2022년 6월 10일  |       |
| 4대  | 허연주 아나운서 | 2022년 6월 13일 ~ 2023년 3월 24일 |       |
| 5대  | 최다훈 아나운서 | 2023년 3월 27일 ~ 현재            | [ 1 ] |

## 경쟁 프로그램
- KBS 뉴스광장 광주·전남 (KBS 목포 1TV)
- kbc 모닝와이드 (kbc TV)